# ديفيد بي. هوك
ديفيد بي. هوك (بالإنجليزية: David B. Hawk)‏ هو سياسي أمريكي، ولد في 21 يونيو 1968. انتخب عضو مجلس نواب تينيسي.